# Acqui Terme
Acqui Terme (piemontesisch Äich) ist eine Stadt in der Provinz Alessandria (AL), Region Piemont in Italien. Sie ist wegen ihrer heißen schwefelhaltigen Thermalquellen bekannt, von denen eine im Stadtzentrum liegt.

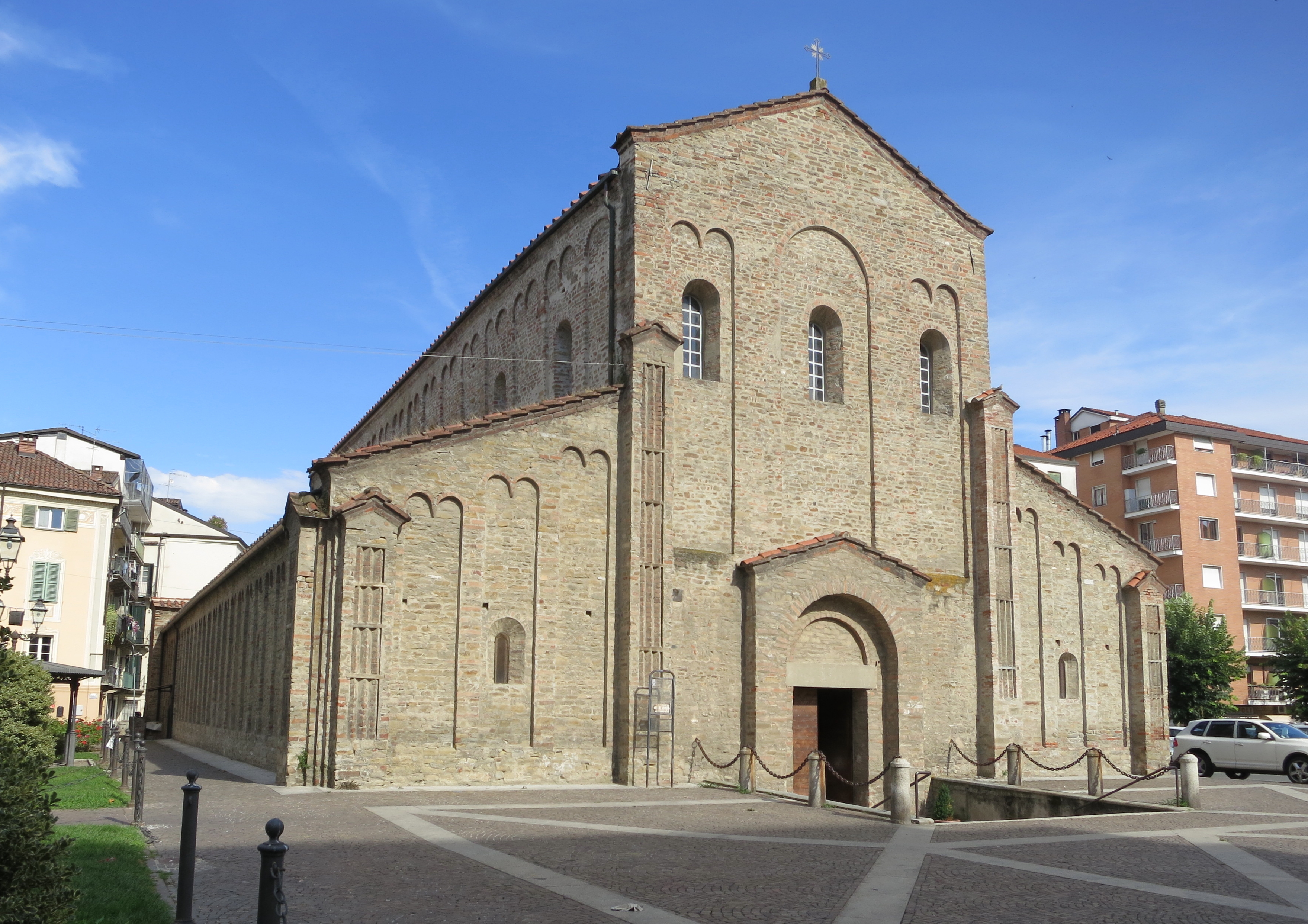
San Pietro Kirche

## Lage und Einwohner
Die Stadt liegt 34 Kilometer südwestlich der Provinzhauptstadt Alessandria am südöstlichen Rand des Montferrat. Der Ort befindet sich am rechten Ufer des Flusses Bormida. Zu Acqui Terme gehören die Ortsteile Lussito, Ovrano und Moirano, die zusammen 18.972 (Stand 31. Dezember 2023) Einwohner haben. 
Die Nachbargemeinden sind Alice Bel Colle, Castel Rocchero, Cavatore, Grognardo, Melazzo, Montabone, Ricaldone, Strevi, Terzo und Visone.

## Geschichte
Der heutige Name der Stadt stammt aus dem Lateinischen, zur Römerzeit hieß die Stadt Aquae Statiellae. Gegründet wurde sie bereits zuvor, von einem ligurischen Stamm unter dem Namen Carystum. Im Jahr 173 v. Chr. wurde sie von Marcus Popillius Laenas zerstört und unter dem Namen Aquae Statiellae neu gegründet. Nach Bau der Römerstraße Aemilia Scaurii gewann die Stadt an wirtschaftlicher Bedeutung. Bis zum Ende des römischen Reiches war sie auch für ihre Thermalquellen bekannt, die zu den besten des Reiches gezählt wurden.
Das heute noch bestehende Bistum Acqui wurde Ende des 4. oder Anfang des 5. Jahrhunderts gegründet.
Nach dem Ende der römischen Herrschaft begann für Acqui eine Zeit des Niedergangs. Die Stadt wurde von den Longobarden erobert und Teil des Fürstentums von Asti. Unter bischöflicher Herrschaft ab dem Jahr 978 wurde eine Stadtmauer errichtet und mit dem Bau der Kathedrale begonnen.
1135 wurde die Stadt unabhängig und geriet in das Blickfeld der expansionistischen Ziele der Fürsten von Ponzone und Montferrat. Im 12. Jahrhundert begab sie sich in Abhängigkeit von letzterem, um der Herrschaft der rivalisierenden Nachbarstadt Alessandria zu entgehen.

## Kulinarische Spezialitäten
Die Gemeinde ist für den Anbau und die Erzeugung von DOC-Weinen der Denomination Monferrato zugelassen.  Weiterhin darf hier der DOCG-Wein Barbera d’Asti erzeugt werden.

## Sehenswürdigkeiten

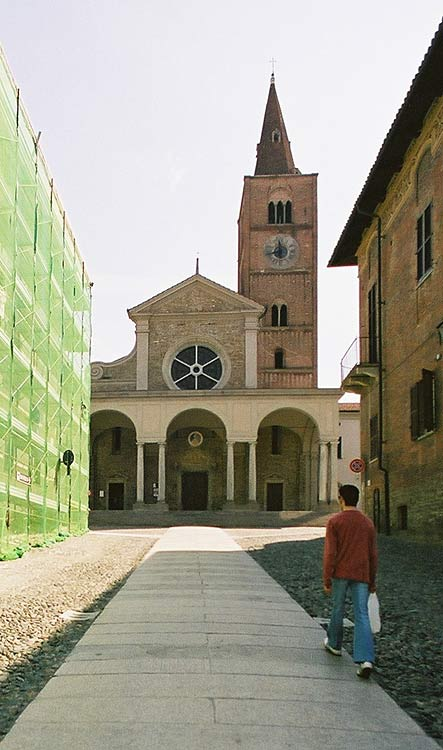
Die Kathedrale

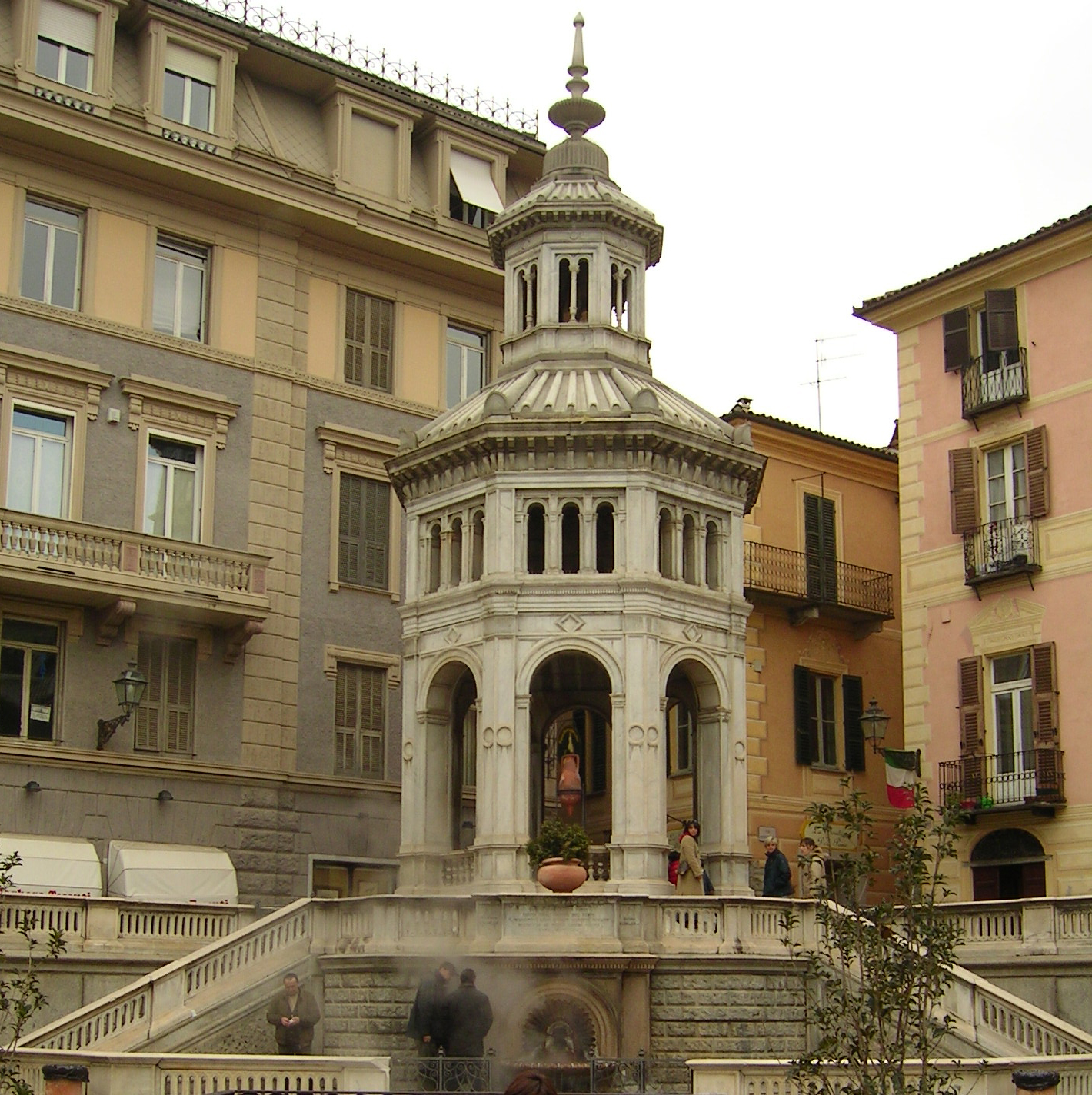
Die Thermalquelle La Bollente in Acqui

Mit dem Bau der Kathedrale Santa Maria Assunta wurde 989 begonnen, im Jahr 1067 wurde sie geweiht. Sie beherbergt einen Altar im Barockstil und ein Triptychon der Madonna del Monserrato.
Die Burg (Castello dei Paleologi), heute ein Archäologisches Museum, stammt ursprünglich aus dem Jahr 1056. Im 15. Jahrhundert wurde sie von Guglielmo VII. neu errichtet.
Die Kirche San Pietro e Addolorata wurde im 7. Jahrhundert von den Langobarden gegründet und im 18. Jahrhundert stark modifiziert. Von dem ursprünglichen Bau sind das Hauptschiff und der romanische Glockenturm erhalten.
Eine Thermalquelle  im Zentrum der Stadt in Form eines Achtecks aus dem Jahr 1879, genannt La Bollente, spendet ca. 75 °C heißes Thermalwasser.

## Söhne und Töchter der Stadt
- Luigi Crosio (1834–1916), Maler
- Pietro Orsi (1863–1943), Neuzeithistoriker und faschistischer Politiker
- Camilla Ravera (1889–1988), Politikerin, 1982 als erste Frau zur Senatorin auf Lebenszeit ernannt
- Giorgio Balladore Pallieri (1905–1980), Völkerrechtler
- Luigi Raimondi (1912–1975), Kardinal der römisch-katholischen Kirche
- Alberto Pozzetti (1914–2002), Dokumentarfilmer und Drehbuchautor
- Riccardo Ghione (1922–2003), Filmschaffender
- Francesco De Leonibus (1933–2005), Autorennfahrer
- Giulietto Chiesa (1940–2020), Journalist und Politiker
- Cristiano Caratti (* 1970), Tennisspieler
- Pierdomenico Baccalario (* 1974), Kinder- und Jugendbuchautor
- Nicolò De Lisi (* 2001), Schweizer Radsportler